# Barrträdlöpare
Barrträdlöpare (Rhagium inquisitor) är en art i insektsordningen skalbaggar som tillhör familjen långhorningar. Kroppslängden är 10 till 21 millimeter. 

## Utbredning
Barrträdlöpare förekommer i nästan hela Europa, samt i Ryssland, Sibirien och Turkiet. Den finns också i Nordamerika. Den är vanlig i nästan hela Norden.

## Ekologi
Den är mycket vanlig på döende och nydöda granar och tallar på exempelvis brandfält. De stora, platta, vita larverna lever under barken i stubbar och stammar och är mycket eftertraktade av hackspettar. Under barken bygger larven också sin spånbeklädda puppkammare. Puppan kläcks på hösten men övervintrar i puppkammaren innan den på våren gnager sig ut i det fria varefter man kan se den flyga eller krypa omkring på stubbar eller timmer.